# Pigna (Francia)
Pigna (in corso Pigna) è un comune francese di 102 abitanti situato nel dipartimento dell'Alta Corsica nella regione della Corsica.

## Società

### Evoluzione demografica
Abitanti censiti